# Terremotos de Costa Rica de 1910
Los terremotos de Costa Rica de 1910 fueron dos movimientos telúricos que sacudieron el Valle Central del país en abril y mayo de 1910.
El primer terremoto tuvo epicentro al este de la actual capital, San José, el 13 de abril de 1910; y el segundo en la antigua capital, Cartago, el 4 de mayo de 1910.
El terremoto del 4 de mayo fue causado por la falla Agua Caliente, la cual tiene una longitud de 23 kilómetros aproximadamente. Al sismo se le llamó terremoto de Santa Mónica y es considerado el terremoto más destructivo en la historia de Costa Rica.

## Terremoto del 13 de abril (Terremoto de Tablazo)
El terremoto del 13 de abril se originó a las 12:37 a. m. El sismo tuvo una magnitud 5,9 en la escala de magnitud de momento y causó graves daños en San José, donde edificios como el Liceo de Costa Rica y el Matadero Municipal quedaron parcialmente destruidos.
Los pueblos de San Nicolás, Agua Caliente, Paraíso, Tres Ríos, Patarrá, Zapote, San Pedro, San Vicente y Guadalupe quedaron seriamente dañados luego del primer terremoto.
El saldo fue de 115 casas destruidas y 23 edificios con daños severos.
El Museo Nacional de Costa Rica registró al menos 183 réplicas en los primeros días después del terremoto.
El Presidente Cleto González Víquez declaró tres días de duelo nacional. Los residentes de la ciudad de Cartago construyeron estructuras en las calles llamadas "tembladeras" por temor a un evento mayor que ocurrió posteriormente.
Según el Laboratorio de Ingeniería Sísmica de la Universidad de Costa Rica el terremoto tuvo una intensidad de VII en la escala de Mercalli.

## Terremoto del 4 de mayo (Terremoto de Cartago)
El terremoto del 4 de mayo de 1910 tuvo origen a las 7:00 de la noche hora local en la provincia de Cartago. El terremoto duró 16 segundos y devastó completamente la ciudad dejando al menos 700 muertos. La mayoría de las víctimas murieron aplastadas por sus casas mientras dormían.
Según testigos, el terremoto fue anticipado por un gran ruido subterráneo antes de una fuerte sacudida. El terremoto tuvo una magnitud de 6,4 en la escala de magnitud de momento.
Estructuras como la iglesia de Guadalupe, Palacio Municipal, la iglesia de San Nicolás, el edificio de Escuelas Superiores, el Palacio de la Corte, la iglesia de Los Ángeles y las casas que se encontraban en las orillas del Parque Central de Cartago fueron completamente destruidas.
El movimiento telúrico fue causado por la falla de Agua Caliente, que tiene una extensión de al menos 25 kilómetros y la cual no paró de generar sismos en las horas y días siguientes al terremoto.
Se declararon 9 días de duelo nacional y se ordenó sepultar a todas las víctimas. Para diciembre del 1910, la ciudad de Cartago ya tenía 200 casas reconstruidas y entregadas a los damnificados.
Según el Laboratorio de Ingeniería Sísmica, el sismo tuvo una intensidad de VIII en la escala de Mercalli.